# بذرة متمردة

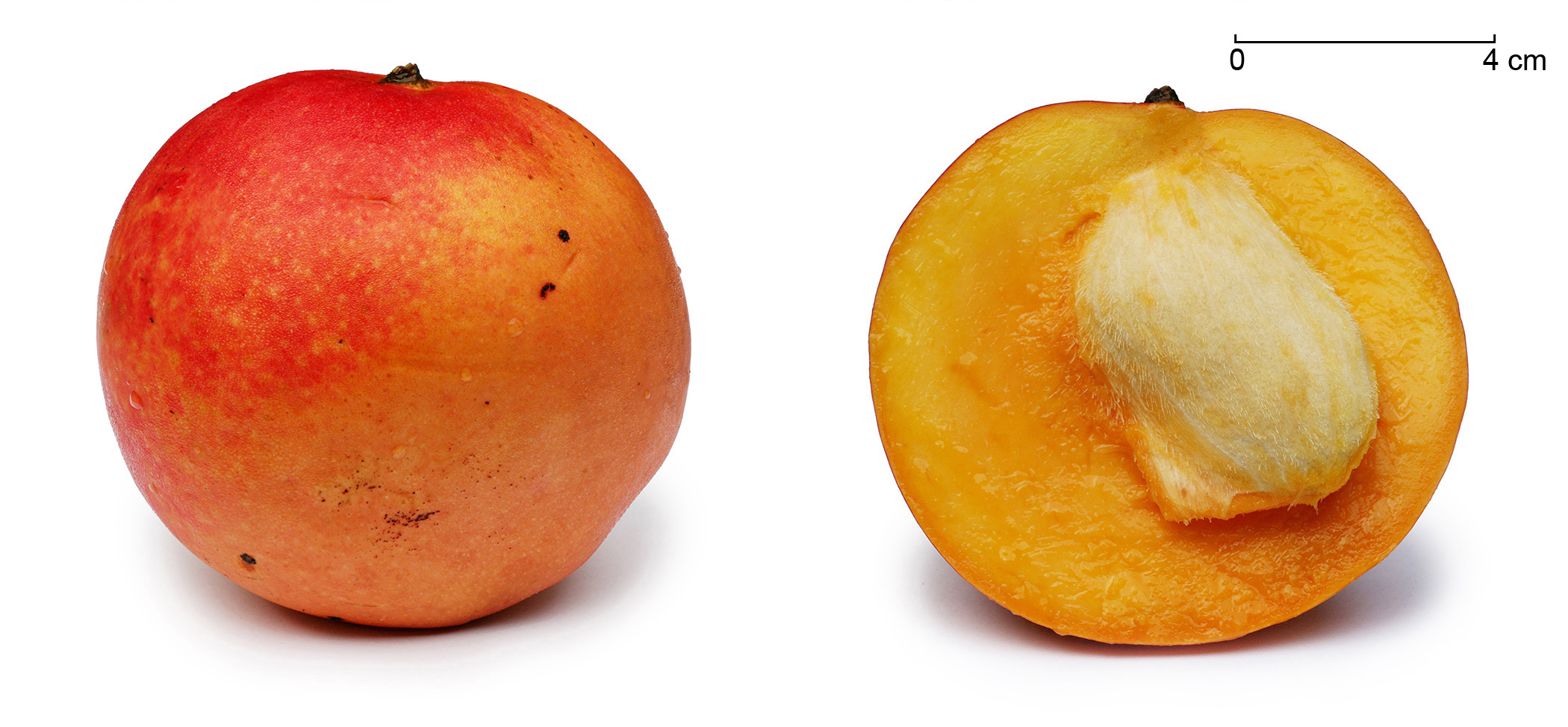
صورة لفاكهة المانجو مقسمة لنصفين، إحداها يعرض البذرة، والتي تبلغ حوالي 1/3 حجم الثمرة بأكملها.

البذور المتمردة أو البذور المستعصية أو البذور المعادية أو البذور العنيدة (بالإنجليزية: Recalcitrant seed)، هي مواصفة لبذور لا تجف وحساسة لدرجة الحرارة ولا تتصرف بشكل جيد عند التخزين. بشكل عام، لا تستطيع هذه البذور مقاومة آثار التجفيف أو درجات الحرارة أقل من 10 درجات مئوية (50 درجة فهرنهايت)؛ وبالتالي، لا يمكن تخزينها لفترات طويلة مثل البذور الأرثوذكسية لأنها يمكن أن تفقد جدواها. تشمل النباتات التي تنتج بذور متمردة الأفوكادو، والمانجو، وجوز الجندم، والليتشي، والكاكاو، والأشجار المطاطية، وبعض الأشجار البستانية، والنباتات المائية، مثل البشنين الأزرق، والعديد من النباتات المستخدمة في الطب التقليدي، مثل أنواع فيرولا.

## آليات الضرر
آليتان رئيسيتان لعمل تلف البذور المعادية هي تأثير الجفاف على الهياكل داخل الخلايا وتأثير الضرر الأيضي الناتج عن تكوين المواد الكيميائية السامة مثل الجذور الحرة. ومثال على النوع الأول من الضرر يمكن العثور عليها في بعض البذور المتمردة الصلبة المدارية، وتحديدا في الجوز، والتي يمكن تخزينها في حالة غير متجمدة لمدة تصل إلى سنتين بشرط أن تُتخذ الاحتياطات ضد التجفيف. أظهرت هذه البذور تدهورًا في دهون الأغشية الخلوية والبروتينات بعد 3-4 أيام من الجفاف. تظهر البذور الأخرى مثل بذور الكستناء الحلو تلفًا تأكسديًا ناتجًا عن التمثيل الغذائي غير المنضبط الذي يحدث أثناء عملية التجفيف.